# Place du Souvenir
La place du Souvenir, anciennement appelée place des Martyrs, est une place de la ville de Cotonou, au Bénin, située dans le quartier Haie Vive. Elle occupe l'angle entre la rue 390 et la route de l'aéroport.

## Historique

### «L’opération Crevette»
Au petit matin du dimanche 16 janvier 1977 un avion se pose à l'improviste sur l'aéroport de Cotonou. L'« opération Crevette » contre le président marxiste-léniniste Mathieu Kérékou a commencé. Quelques instants après, un groupe d’environ 80 mercenaires fortement armés, africains et européens, déchargent de mystérieuses caisses. Très vite, les premiers coups de canon et de mortier tonnent aux alentours de l’actuel site de Bénin Marina Hôtel, de l’aéroport international de Cotonou et du camp militaire Ghézo. D’une voix grave depuis la Radio Bénin, le lieutenant-colonel Mathieu Kérékou, appelle le peuple béninois à défendre la patrie par les moyens à sa disposition en ces termes, :

« Ainsi donc, un groupe de mercenaires à la solde de l’impérialisme international aux abois, a déclenché depuis ce matin à l’aube une agression armée contre le peuple béninois héroïque et sa révolution démocratique et populaire en attaquant la ville de Cotonou.(…) En conséquence, chaque militante et militant de la Révolution béninoise où qu’il se trouve, doit se considérer et se comporter comme un soldat au front, engagé dans un combat sacré pour sauver la patrie en danger ».
L’alerte générale est ainsi donnée dans tout Cotonou. Conscientes que de leur riposte dépendra l’avenir de la Révolution démocratique et populaire du pays, les populations de Cotonou et l’armée béninoise vont contenir les assaillants pendant trois heures de combats en utilisant machettes et gourdins contre des coups de canon. À 10h, les agresseurs décident d’entamer un repli stratégique vers l’aéroport et remontent rapidement dans l’avion aux hélices encore vrombissantes en direction de Franceville au Gabon.

#### Renforts nord-coréens
Grâce notamment aux éléments nord-coréennes présents à Cotonou en vertu d’accords de coopération entre républiques socialistes, les premiers affrontements sérieux ont lieu sur le tarmac de l’aéroport, pendant que les mercenaires français se dirigent vers le centre de la ville de Cotonou, jusqu'aux abords du Palais présidentiel.

#### Bilan du côté des putschistes français
- Une dizaine de mercenaires blessés et des morts ;
- Un mercenaire capturé vivant par les éléments des Forces armées populaires du Bénin. Il s’agit de Bah Alpha Oumarou ;
- Un arsenal de munitions et d’armes perfectionnées, des obus, etc.
- Des liasses de billets de banque abandonnées ;
- Une caisse donnant de précieux renseignements au régime de Kérékou sur l’identité des pays ayant soutenu ou commandité la tentative de putsch. Il s’agit notamment du Gabon de Omar Bongo, du Maroc du roi d’Hassan II, de la France et de son Service de documentation extérieure et de contre-espionnage (SDECE)[1],[2].

#### Bilan du côté des soldats béninois et des civils
Sept personnes dont six militaires et un civil ont payé le prix de leur vie pour une victoire qui change le cours de l’histoire du Bénin. Il s’agit de, :
1. Thotho Paulin ;
2. M’po Pascal ;
3. Bambotché Abiodun ;
4. Comlan Sylvain ;
5. Lassissi Yessoufou ;
6. Alassan Kassim ;
7. Mathieu M. Tossou.

### La place des martyrs
Le nom la place des martyrs a été donné au monument en l’honneur des sept Béninois (six militaires et un civil) qui ont péri lors de l’agression mercenaire contre le Bénin, dirigée par le Français Bob Denard le 16 janvier 1977.

### La place du souvenir

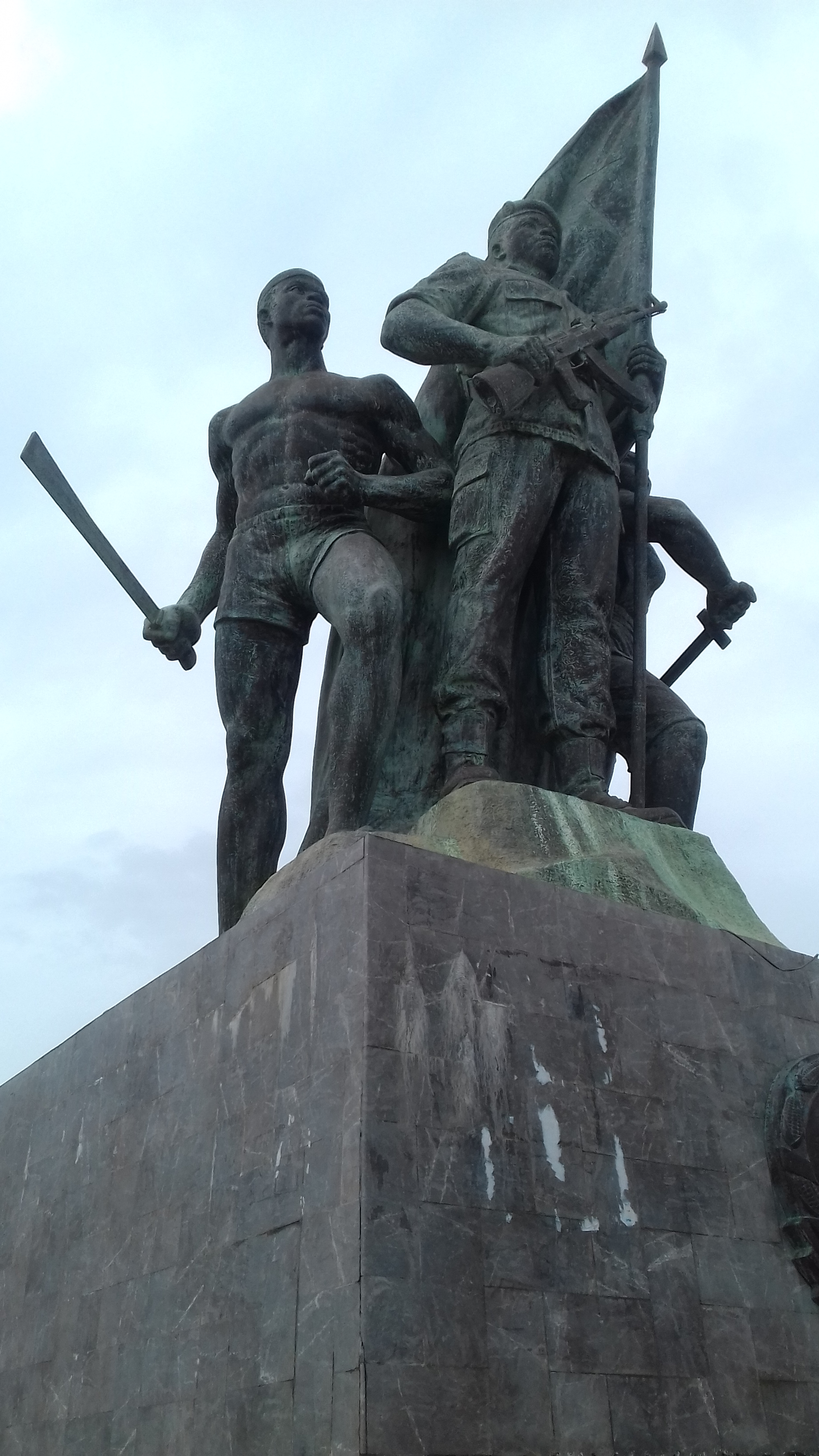
Trois combattants symbolisant la place.

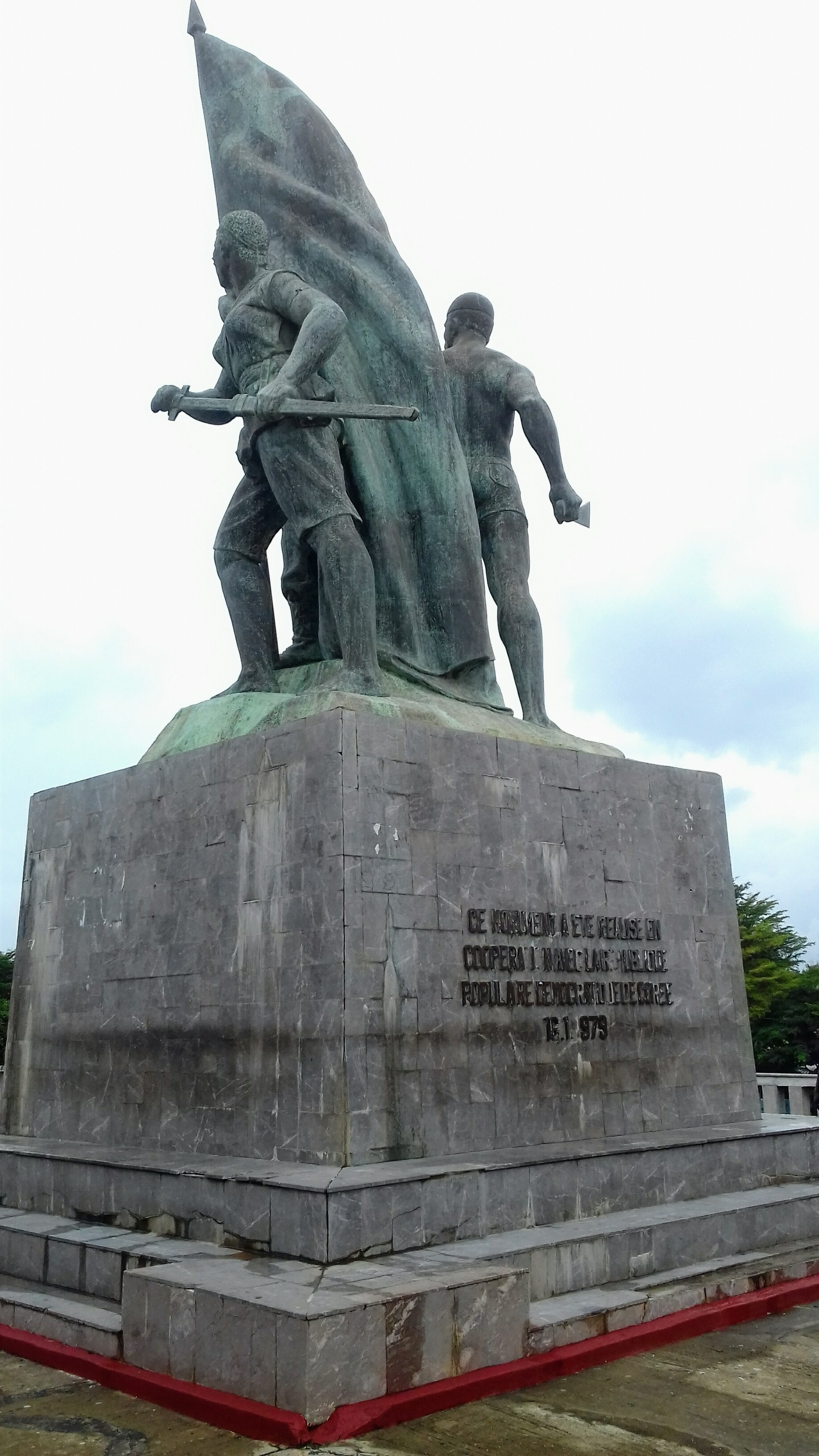
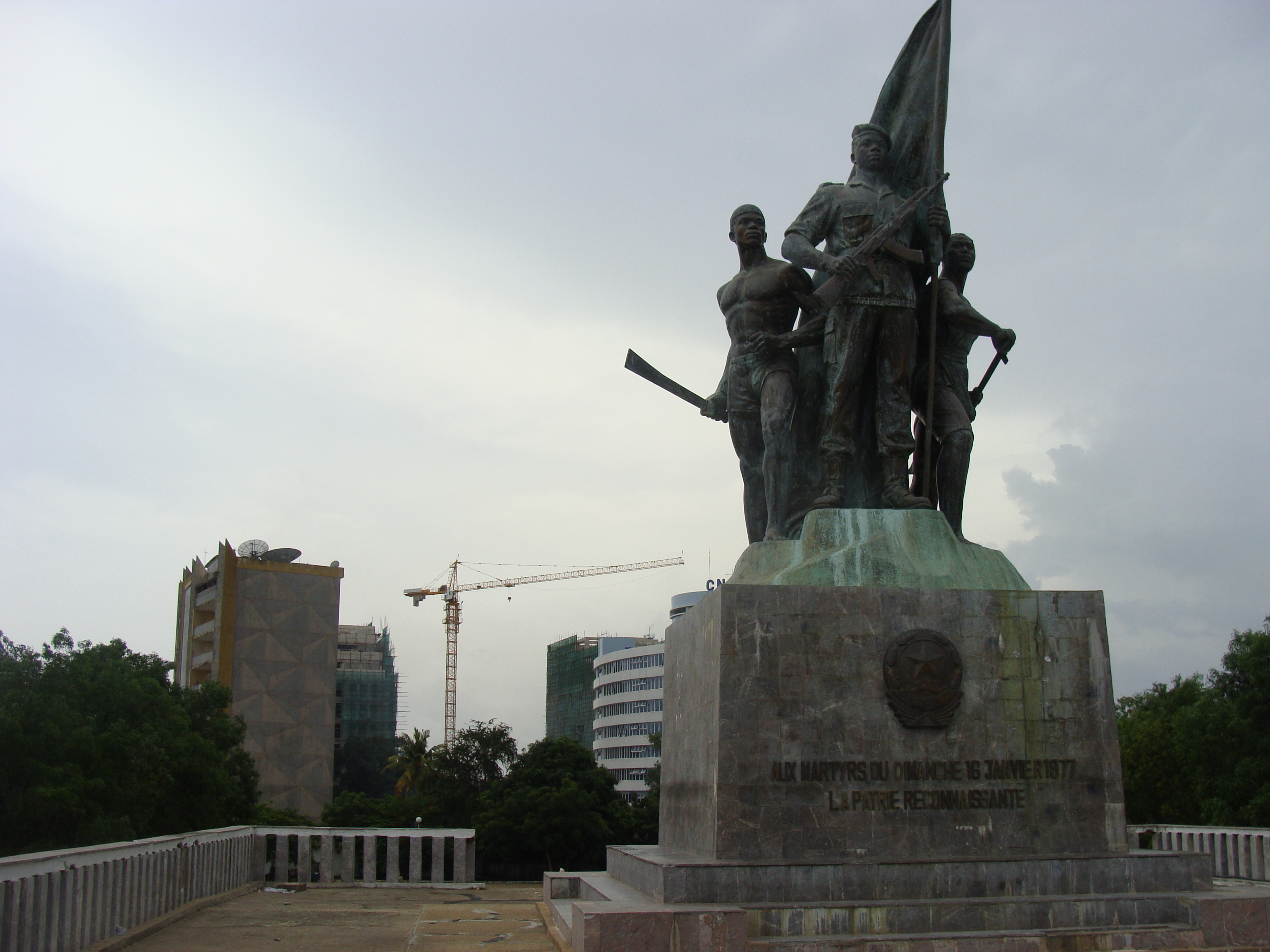
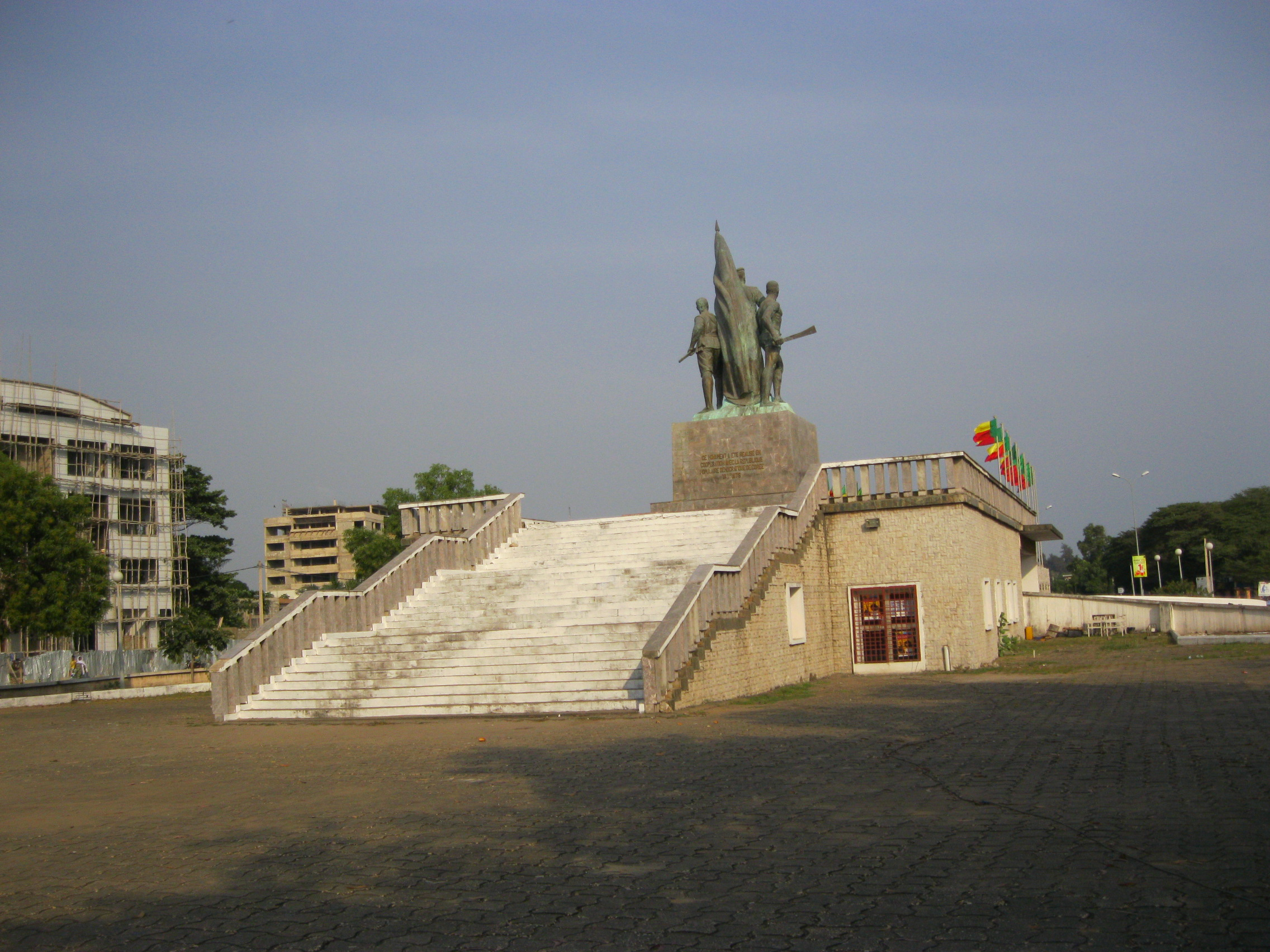
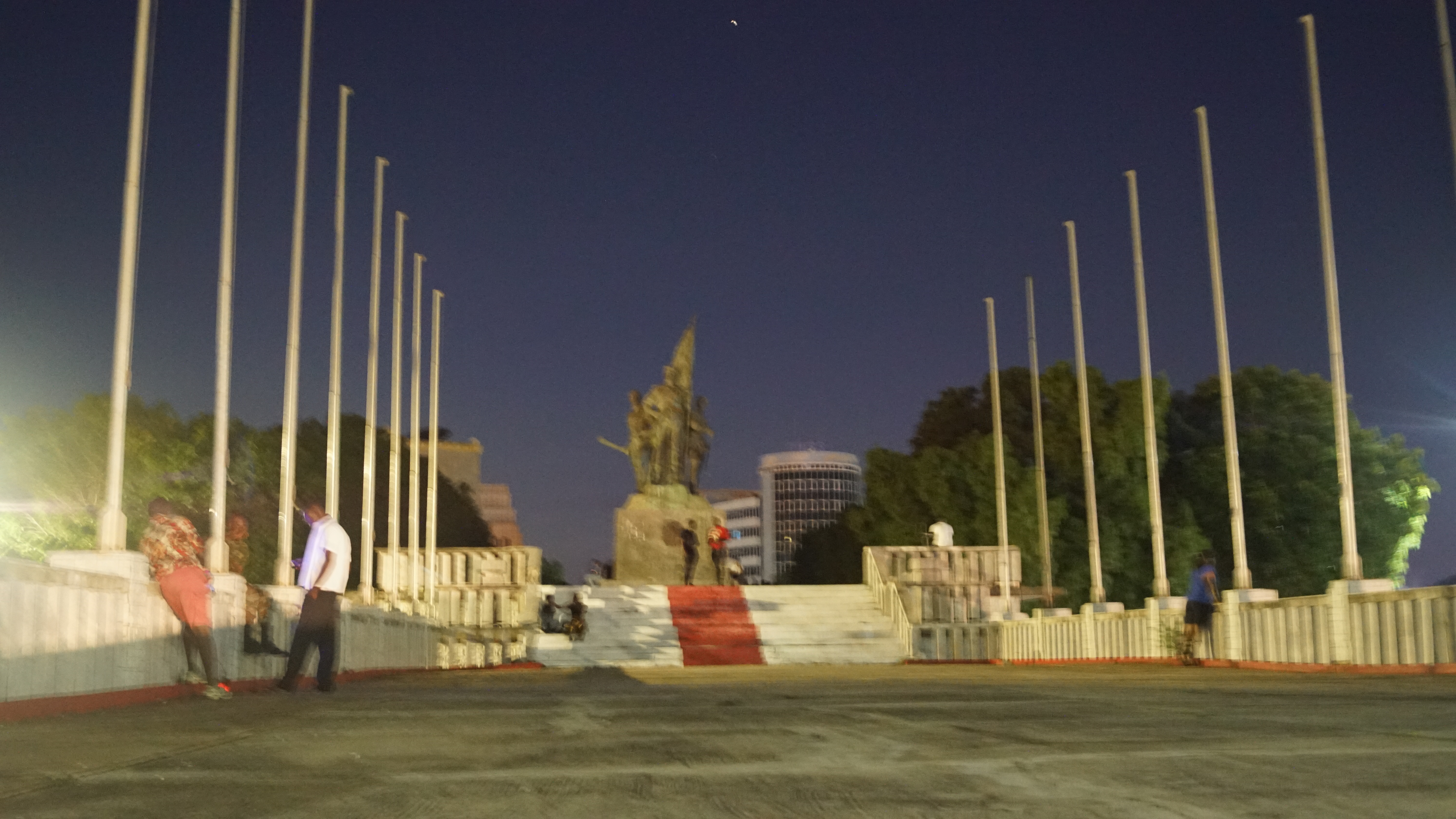

## Architecture et description
- Réalisé avec l’appui de la république populaire démocratique de Corée et inaugurée le 16 janvier 1979 la place du souvenir est le symbole de la défense de la patrie par des hommes et femmes du Bénin partant au combat ;
- Trois personnes dont deux hommes et une femme tenant en main des armes et le drapeau du Bénin. Le nu, l’expression marquée des visages et le mouvement des statues des trois personnes réalisées en béton expriment bien le mélange du style antique à celui de la révolution ;
- Par-dessous du monument, passe un tunnel pour les véhicules où il est érigé une petite galerie où sont exposées des photos et les œuvres de certains artistes ;
- La place du souvenir est située à Cadjèhoun à Cotonou dans l’angle entre la rue 390 et la route de l’aéroport au nord-est du quartier de la Haie vive[4].

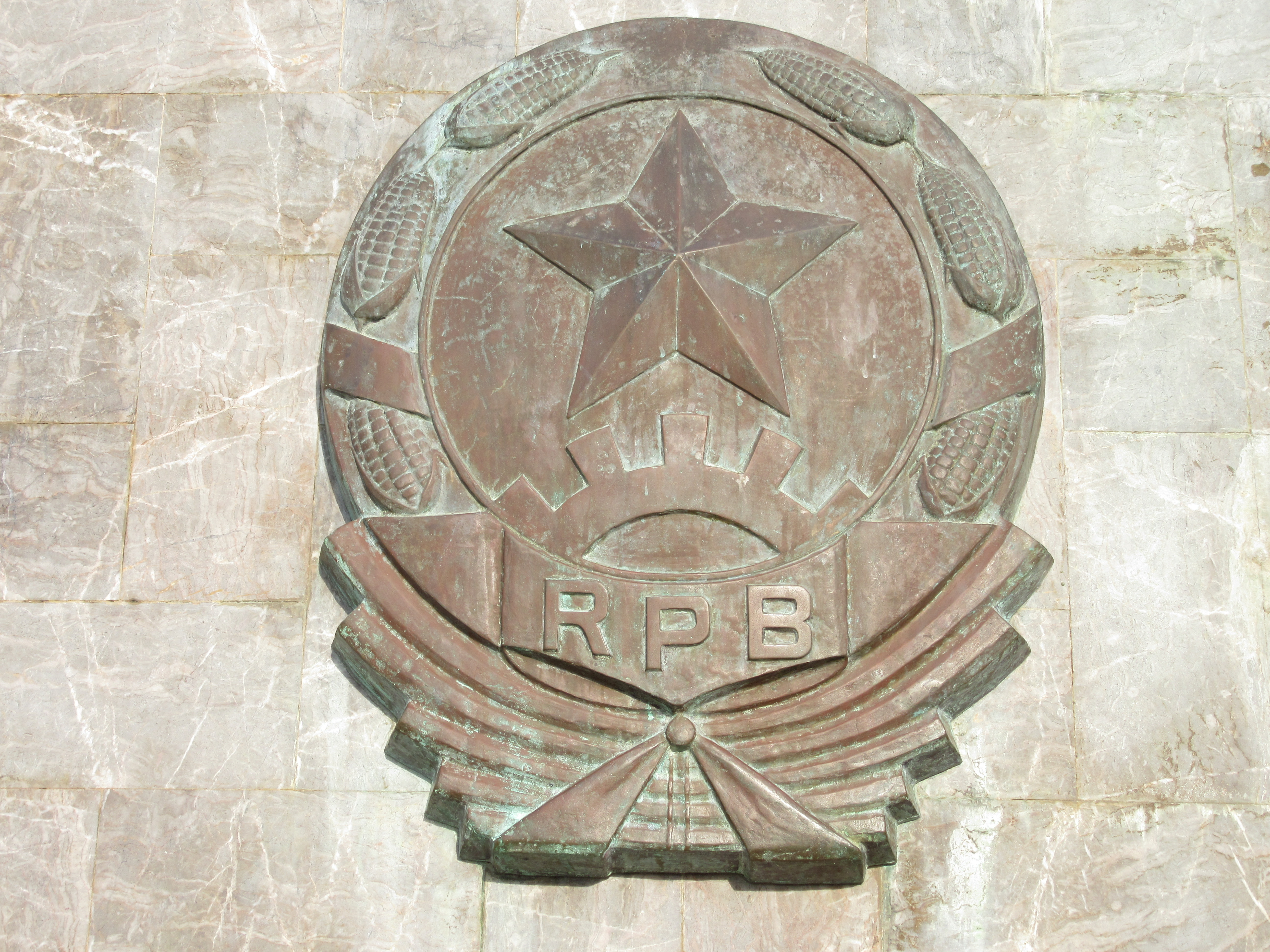
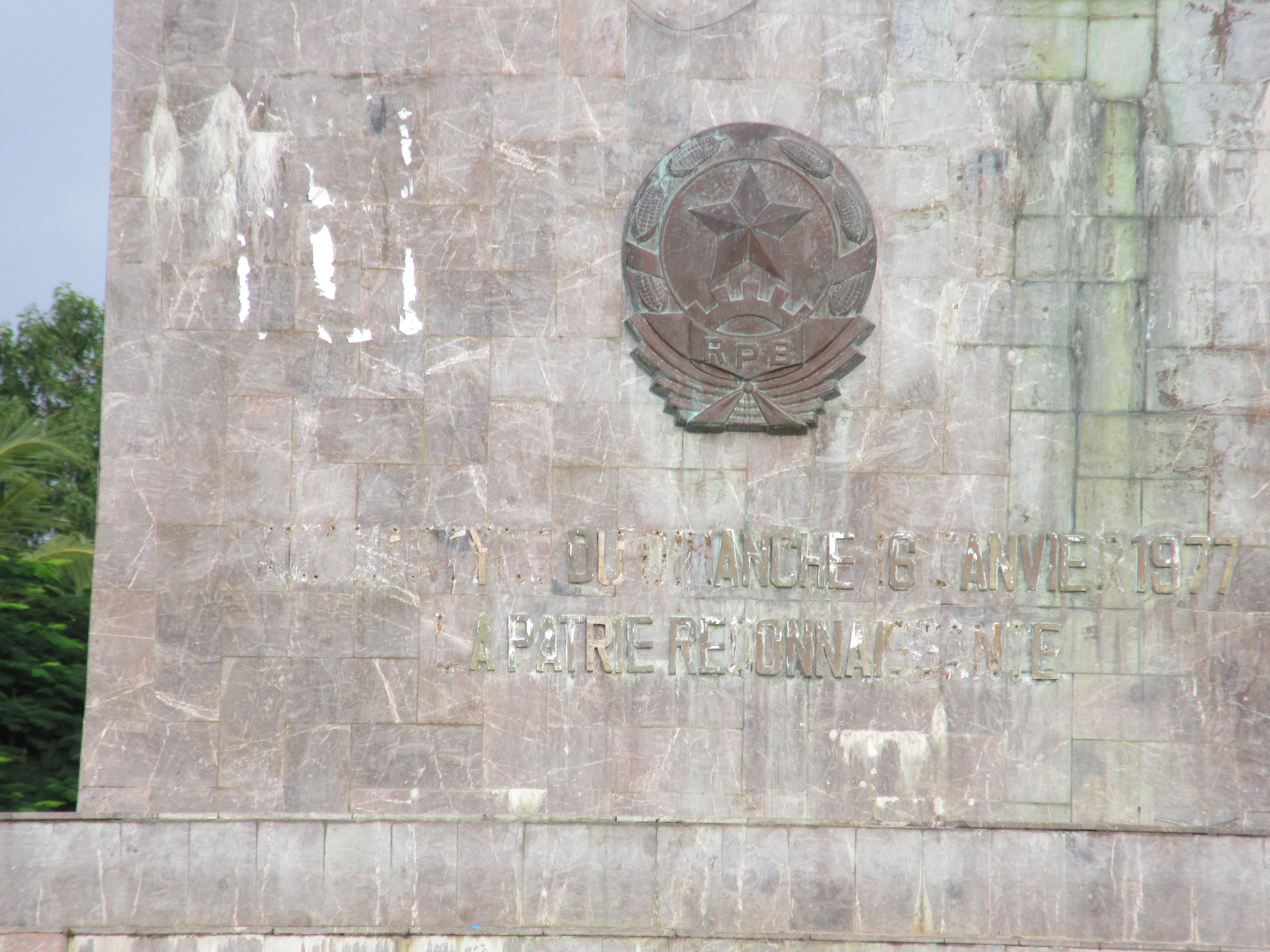
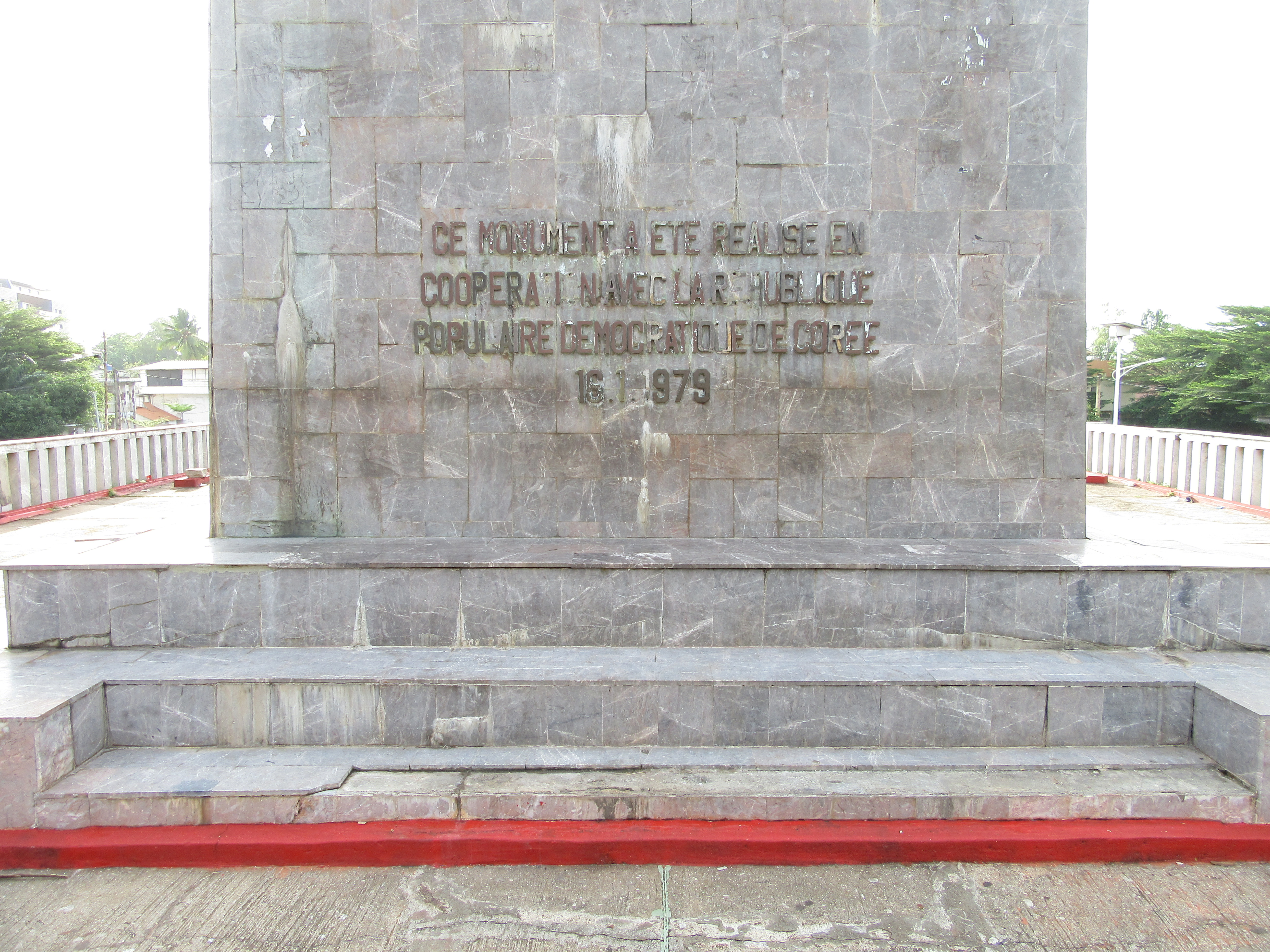